# Седых (хутор)
Седы́х — хутор в Неклиновском районе Ростовской области.
Входит в состав Новобессергеневского сельского поселения.

## Население
| 2010 |
| ---- |
| 133  |

## Улицы
На хуторе имеется одна улица — Центральная.